# Brough Superior 11-50
Die Brough Superior 11-50 war ein Tourenmotorrad des britischen Herstellers Brough Superior, das von 1933 bis 1940 gebaut wurde. Im Gegensatz zum Spitzenmodell Brough Superior SS100 war die 11-50 nicht auf Höchstleistung, sondern auf Robustheit ausgelegt. Insgesamt 308 Exemplare der Brough Superior 11-50 wurden gebaut und ein Drittel davon als Polizeimotorräder insbesondere an Kanada und Australien verkauft.

## Geschichte und Technik
Die Brough Superior SS100 war in der späteren Modellpflege weniger als robustes Tourenmotorrad konzipiert, sodass George Brough einen preiswerten seitengesteuerten Motor bei J.A.P. in Auftrag gab. Der neu entwickelte 60 Grad-V-Motor (85,5 mm Bohrung und 95 mm Hub) mit Amal-Vergaser und Magnetzündung wurde auf guten Drehmomentverlauf auch für den Beiwagenbetrieb konzipiert. Zum ersten Mal wurde dabei für einen Brough-Motor eine Trockensumpfschmierung verwendet. Der Verbrauch des Tourers wurde mit 4,3 Liter/100 km angegeben. Das LTZ-Triebwerk wurde in das bestehende Fahrwerk der SS80 eingebaut, das mit 27 Zoll-Reifen ausgerüstet eine Sitzhöhe von 66 cm aufweisen konnte. Die Brough Superior 11-50, die im Laufe der Produktion nur moderat modellgepflegt wurde, erhielt noch 1938 eine Geradewegfederung für das Hinterrad, während das Vorderrad mit der bekannten Castle-Gabel geführt wurde.
Produzierte Brough Superior 11-50
| 1933 | 1934 | 1935 | 1936 | 1937 | 1938 | 1939 | 1940 |
| ---- | ---- | ---- | ---- | ---- | ---- | ---- | ---- |
| 73   | 78   | 47   | 18   | 45   | 23   | 19   | 5    |